# Hjalte Thor Knudsen
Hjalte Thor Knudsen (født 15. april 2003 i Hundested) er en cykelrytter fra Danmark, der kører for Team Novo Nordisk Development.